# 贝尔蒙特霍
贝尔蒙特霍，是西班牙卡斯蒂利亚-拉曼恰昆卡省的一个市镇。总面积52平方公里，总人口251人（2001年），人口密度5人/平方公里。